# 保加利亚音乐制作人协会
保加利亚音乐制作人协会，是於1996年建立的保加利亚非營利音樂協會，總部設立在索菲亞。协会是國際唱片業協會的成員。

## 外部連結
- 官方网站